# Kaku (Võru)
Kaku is een plaats in de Estlandse gemeente Võru vald, provincie Võrumaa. De plaats heeft de status van dorp (Estisch: küla) en telt 6 inwoners (2021). In 2000 had ze 9 inwoners, in 2010 ook al 6.
Tot in oktober 2017 hoorde Kaku bij de gemeente Lasva. In die maand werd Lasva bij de gemeente Võru vald gevoegd.
Ten zuidwesten van de plaats ligt het meer Noodasjärv (26,5 ha). De beek Raagsilla oja, die langs de zuidgrens van het dorp loopt, komt uit op het meer. Ten noorden van het dorp loopt de spoorlijn Valga - Petsjory, die voor reizigersverkeer gesloten is. Kaku had geen halte aan de spoorlijn.

## Geschiedenis
Kaku werd voor het eerst genoemd in 1684 onder de naam Kako, een boerderij op het landgoed van Bentenhof (Pindi). In 1688 stond ze bekend onder de naam Kacko Hindt, in 1765 als Kakko. In 1847 werd Kakko voor het eerst genoemd als dorp.
In de jaren 1977-1997 maakte Kaku deel uit van het buurdorp Nõnova.